# Vjazemskij (famiglia)

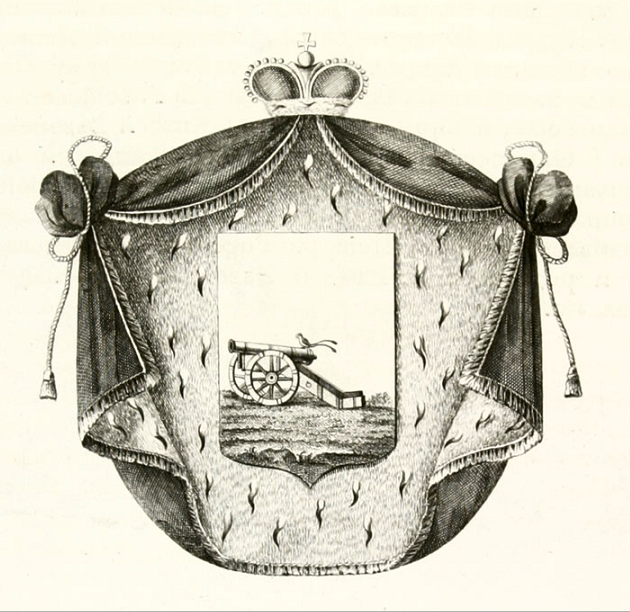
Stemma.

La famiglia Vjazemskij (in russo: Вяземский), è una famiglia principesca russa.

## Storia
Discendenti da Rostislav I di Kiev,  suo pronipote, Andrej Vladimirovič, morto nella battaglia del fiume Kalka, ricevette le terre di Viazma, nei pressi di Smolensk.
Un suo discendente, il principe Semën Ivanovič e sua moglie vennero assassinati dal principe Jurij di Smolensk nel 1403. Tuttavia, la famiglia riuscì a mantenere il loro feudo fino al 1494, quando entrò a far parte del Principato di Mosca.
Andrej ebbe due figli, Vasilij e Fëdor, fondatori dei due rami.

## Primo Ramo
Il principe Andrej Ivanovič (1754-1807), discendeva dal primo ramo. Fu governatore civile di Nižnij Novgorod e Penza durante il regno di Caterina II e senatore e consigliere di Paolo I. Suo figlio, Pëtr Andreevič era un poeta.
Sempre dal primo ramo, il principe Aleksandr Alekseevič fu procuratore generale dell'Impero (1764-1792) e vicino a Caterina II.

## Secondo Ramo
Membri del secondo ramo ci sono: Georgej Konstantinovič e suo fratello Roman Konstantinovič. I suoi discendenti fecero parte della nobiltà di Mosca e della corte dello zar nel XVII secolo.
Il principe Sergej Ivanovič e il principe Nikolaj Grigor'evič erano senatori dell'Impero. Il figlio di quest'ultimo, il principe Grigorij Grigor'evič era l'autore di un'opera, la Principessa Ostrojskaja. Il principe Leonid Dmitrievič, era il governatore di Astrachan'. Due dei suoi figli furono assassinati nel 1917 e suo figlio Vladimir emigrò in Francia dopo la Rivoluzione, dove divenne un attore.